# Curiu

Curium

Structura electronică a atomului de curiu

Curiul este un element chimic sintetic din sistemul periodic al elementelor cu simbolul Cm și numărul atomic 96. Este un metal radioactiv transuranian din seria actinidelor ce a fost obținut prin bombardarea unor atomi de plutoniu cu particule alfa (ioni de heliu). Numele a fost dat în onoarea savanților Marie și Pierre Curie.

## Istoric
Curiul a fost sintetizat pentru prima oară la University of California, Berkeley de către Glenn Seaborg, Ralph James și Albert Ghiorso, în 1944. El a fost apoi identificat chimic la Metallurgical Laboratory (în prezent Argonne National Laboratory) la University of Chicago. A fost cel de-al treilea element transuranian descoperit. Curiul 242 (timp de înjumătățire 163 zile) a fost obținut prin bombardarea unei ținte de plutoniu-239 cu particule alfa. în ciclotronul de 60 de inci de la Berkeley (rezultând și un neutron liber). În 1947, Louis Werner și Isadore Perlman au obținut o cantitate vizibilă de hidroxid de curiu-242 prin bombardarea americiului-241 cu neutroni. În forma sa elementară, curiul a fost obținut pentru prima dată în 1951.

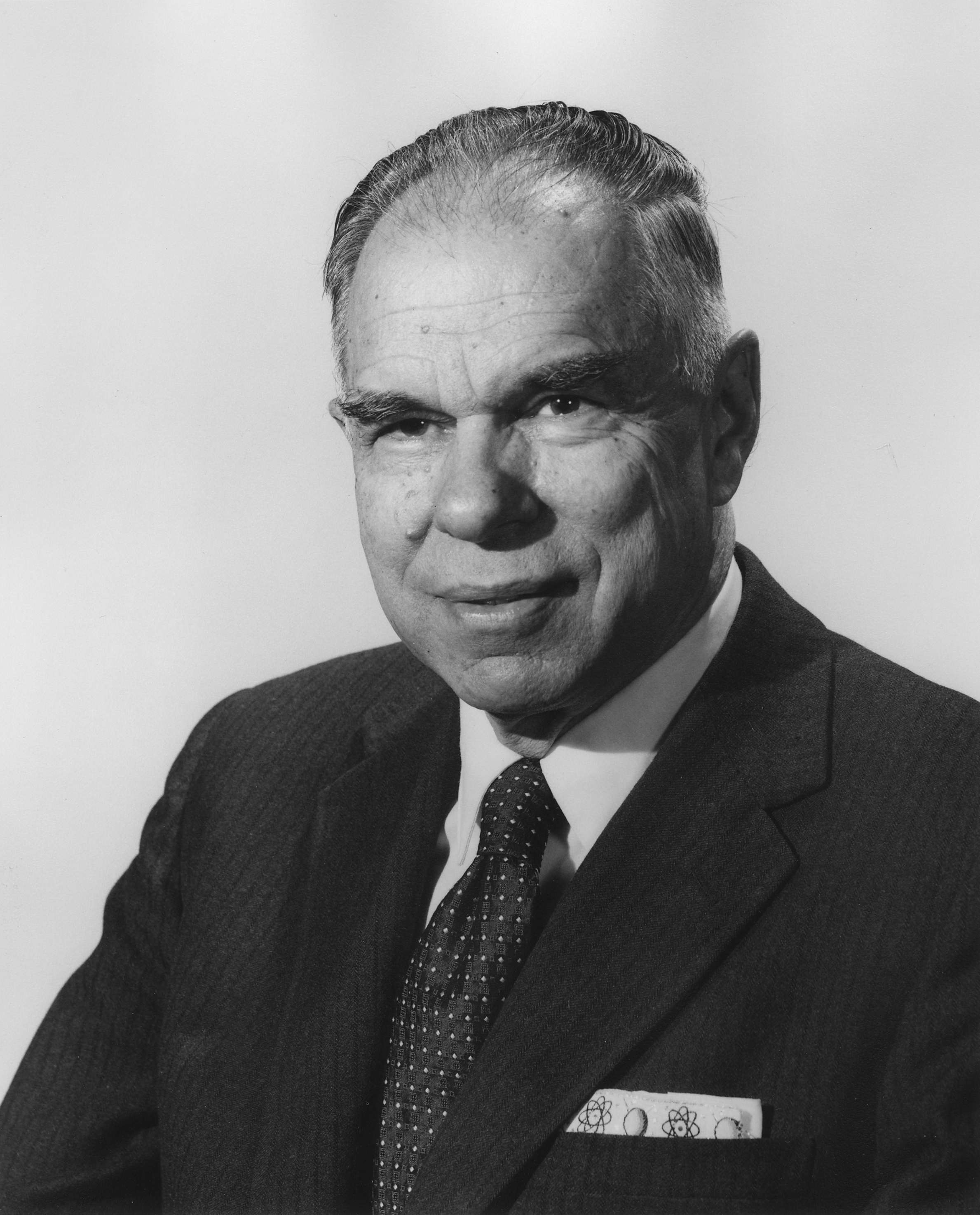
Glenn T. Seaborg

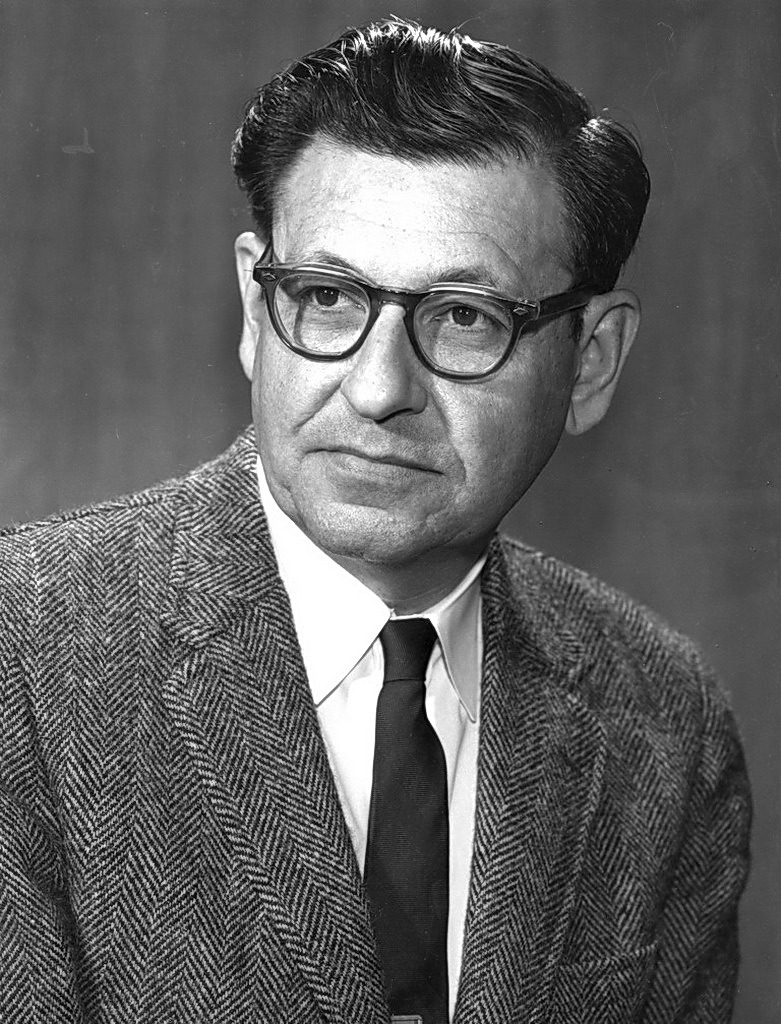
Albert Ghiorso

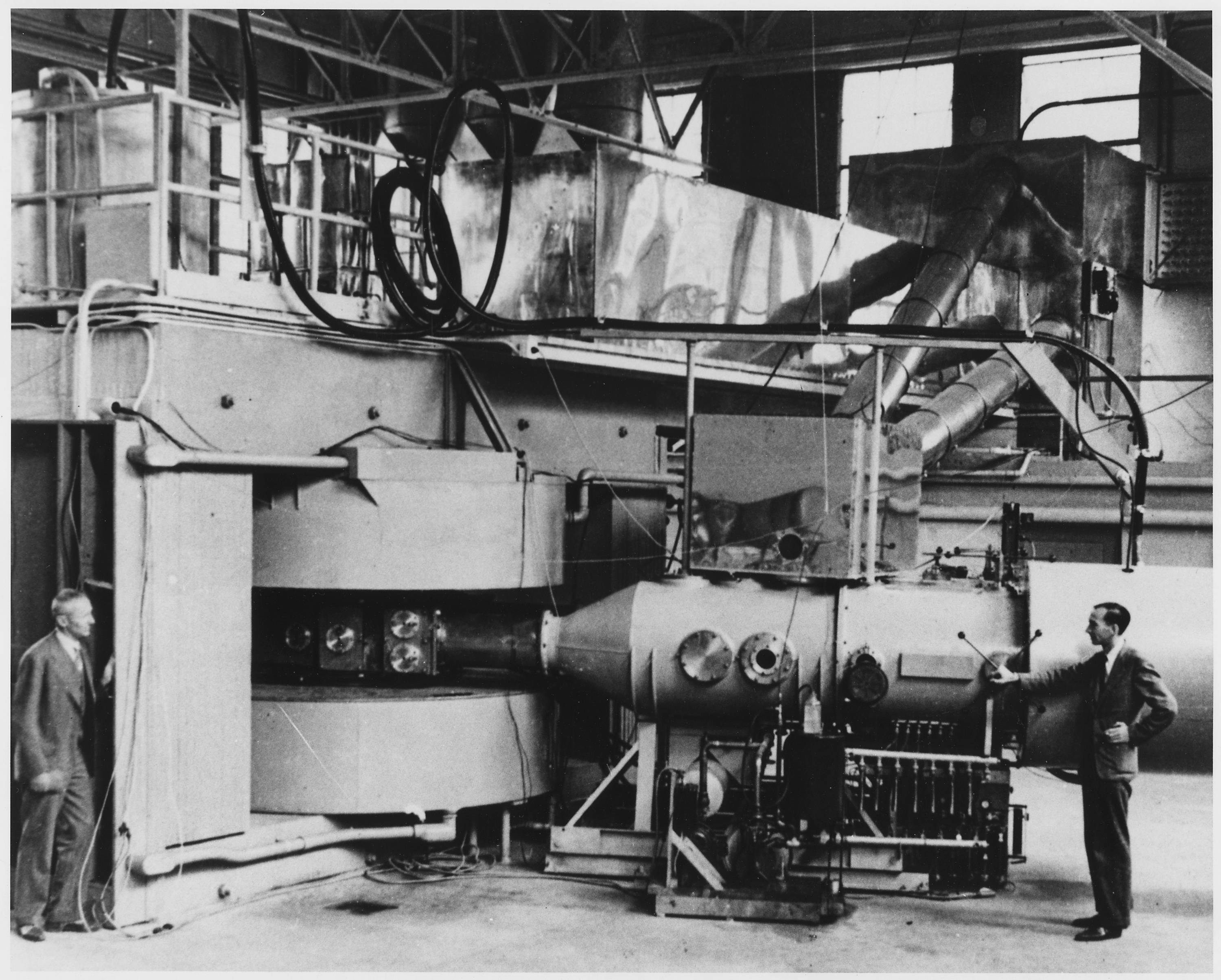
Ciclotronul de 150 cm (60 inch) din Berkeley, California. August 1939

## Izotopi
Curiul nu are izotopi naturali, însă până în prezent au fost identificați 19 radioizotopi, cu mase atomice între 233,051 unități (233Cm) și 252,085 unități (252Cm). Dintre aceștia, cei mai stabili sunt 247Cm cu timpul de înjumătățire de 1,56.107 ani, 248Cm cu timpul de înjumătățire de 3,4.105 ani, 250Cm cu timpul de înjumătățire de 9000 de ani și 245Cm cu timpul de înjumătățire de 8500 ani. Toți ceilalți izotopi au timpi de înjumătățire de sub 30 de ani, iar majoritatea chiar sub 33 de zile. Curiul are de asemenea și 4 meta-stări, cea mai stabilă fiind 244mCm (t½ 34 ms).
Având în vedere faptul că timpul de înjumătățire al 247Cm, deși relativ lung, este considerabil mai scurt decât perioada de existență a Pământului, orice urmă de curiu primordial existent în momentul formării planetei a dispărut de mult. Totuși, este posibil ca unele cantități infinitezimale de curiu să existe în zăcămintele naturale de uraniu, ca urmare a unei succesiuni de capturi de electroni și dezintegrări beta susținute de fluxul de neutroni foarte scăzut din minereurile de uraniu. Până în prezent însă, prezența curiului natural nu a putut fi demonstrată practic[1].

## Caracteristici principale
Proprietățile curiului au putut fi determinate pentru 242Cm și 244Cm, izotopi care au fost obținuți în cantități de ordinul gramelor. 244Cm poate fi obținut prin bombardarea plutoniului cu neutroni.
Metalul are o culoare alb-argintie și este mai electropozitiv decât aluminiul. Cei mai mulți compuși trivalenți ai curiului au o culoare gălbuie.
Din punct de vedere chimic, curiul este asemănător cu gadoliniul, omologul său din seria lantanidelor, dar are o structură cristalină mai complexă.[1]
În corpul uman, curiul se acumulează în țesutul osos, radiația sa distrugând măduva și blocând producerea de globule roșii. Cantitatea maximă admisibilă de 244Cm în corpul uman este de 0,3 microcurie [2].
Un mg de 244Cm se vinde în prezent cu 100 USD [1]
Printe compușii cunoscuți ai curiului se numără:
- bioxidul de curiu (CmO2)
- trioxidul de curiu (Cm2O3)
- bromura de curiu (CmBr3)
- clorura de curiu (CmCl3)
- tetrafluorura de curiu (CmF4)
- iodura de curiu (CmI3)

## Utilizări
Curiul are puține aplicații în practică, el fiind luat în considerare ca și combustibil pentru generatoare termoelectrice cu radioizotopi. Un gram de 242Cm poate genera aproximativ 122 W de energie termică; timpul său de înjumătățire relativ scurt îl face însă nepotrivit ca sursă de energie pe termen lung. 242Cm este precursorul plutoniului 238, care reprezintă cel mai uzual combustibil pentru GTR-uri .
244Cm este folosit ca sursă de radiație α în spectrometrele Röntgen cu particule α (APXS) cu care au fost echipați roboții marțieni Sojourner, Spirit și Opportunity pentru analiza chimică a solului.